# Técnico em administração
O técnico em administração é um profissional que executa funções administrativas em estabelecimentos públicos e privados, tais como, administração de protocolos e arquivos, confecção e expedição de documentos administrativos e controle de estoques. Também opera de sistemas de informações gerenciais de pessoal e materiais, entre outros. Se beneficiou muito com a extração de petróleo. O setor está sendo prejudicado pelo corte de gastos.

## No Brasil

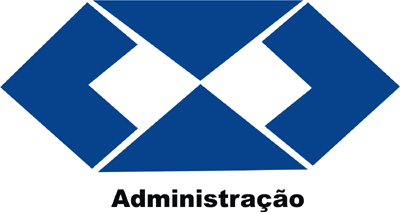
Símbolo da Administração no Brasil.

No Brasil, é um profissional com formação de nível médio, regulado pela Lei n.º 4769, de 9 de setembro de 1965.